# Chejendé
Chejendé es una localidad del Estado Trujillo, Venezuela. Es capital del municipio Candelaria. El pueblo constituye la parroquia más extensa del municipio y es reconocido por su agradable clima, su arquitectura de estilo colonial, sus festividades tradicionales y su iglesia de notable belleza. La parroquia está conformada por diversos sectores y caseríos, muchos de ellos de carácter rural. Las comunidades más alejadas se conectan con el centro poblado a través de una red de vías que incluye carreteras asfaltadas, caminos de tierra y tramos de concreto, facilitando el acceso y la integración territorial dentro de la parroquia. Se ubica al noreste del estado Trujillo. Sus coordenadas son 9°23′47.18″N 69°37′51.89″O / 9.3964389, -69.6310806

## Toponimia
No se sabe realmente el origen del nombre del pueblo chejendino. El historiador Tulio Chiossone, citando a Mario Briceño Perozo, señaló que el nombre podría deberse a uno de los caciques que operaba en las encomiendas del Valle de Niquitao, para la primera mitad del siglo XVIII, cuyo nombre era Chejendé o Chevendé, personaje que, en 1733, según documentación, adoptó el nombre cristiano de Bartolomé de Los Ángeles. 
Tulio Chiossone luego cita a Amílcar Fonseca y da una segunda versión (la más aceptada), la cual presume que el nombre del pueblo proviene del vocablo indígena “Chja-gembe” (que significa: Maíz-dos) y quiere decir "Tierra de dos Cosechas", debido a que en la región se cosecha maíz dos veces al año. Este vocablo pertenece al dialecto de los indígenas aborígenes que habitaban la zona; los Cuicas o Kuicas.

## Historia
No se sabe con exactitud la fecha de fundación de Chejendé, aunque en el tomo VI de “Documentos relativos a su visita pastoral de la Diócesis de Caracas”, realizada por el Obispo Mariano Martí entre los años 1771 y 1784, se puede leer en la página 263 que “Chexende” figura con 16 casas habitadas por 16 familias de españoles y ningún indio, por lo que para la época el lugar ya era un sitio poblado.
Anteriormente lo que hoy es conocido como La Calle Comercio era un camino de recuas el cuál conducía de la población de Bolivia al llamado “Camino de los Carora”. Las personas que por allí transitaban, al llegar la oscuridad, optaban por pasar la noche en un rancho que se encontraba en el sitio, éste era el término medio de la jornada que debían hacer, y ya que era sano, la eligieron. Se fueron construyendo chozas a lo largo del camino, al pasar las veinte viviendas construidas se formó la Villa de Chejendé, tiempo después se inició la construcción de las primeras casas de bahareque y mampostería (que reemplazaron a las chozas), así como fincas y haciendas que producían café, maíz, pastos, caña de azúcar y caraotas.
Según la obra del doctor venezolano Ceferino Alegría Mauricio “Chexendé, la Odisea de un Quijote”, en 1835, los señores José de la Trinidad Cañizalez y Don Carmen Peña, cedieron un área de terreno para ampliar la extensión del pueblo, aumentar la población y darle tierras propias. Con el mismo objetivo, un grupo de vecinos donaron varias porciones de terreno pertenecientes a sus dominios y posesiones, fijando varios puntos como linderos que encerraban varios terrenos, esto fue constatado en un acta registrado el 16 de enero de 1866, firmada por: José de la Trinidad Cañizalez, Raimundo Márquez, Pedro Antonio Luque, María Trinidad Márquez, Enrique Duarte, Don Carmen Peña, Mateo Luque, Paulo Gómez, Alejandro Cañizalez y Juan Nepuceno Gil.
En la zona fue construida una plaza y una casa cural insignia del pueblo (separadas una de la otra), esta última es obra de los hermanos Mateo y Marcelino Luque, diseñada por el arquitecto colombiano José María García. La iglesia fue creada en 1865 en honor a Nuestra Señora de La Candelaria, tiene un llamativo estilo colonial español y en su interior consta de 8 hermosas columnas de 12 metros de altura y un hermoso altar de yeso. En 1868 la población fue erigida como Parroquia Civil con el nombre La Candelaria; en honor a la Virgen de la Candelaria, siendo su primer jefe civil el señor José Trinidad Cañizalez. Fue elevada a parroquia eclesiástica en 1874, siendo Pedro María Izarra su primer sacerdote. En la pared del templo hay una placa que dice “En el primer centenario de la fundación de la parroquia Nuestra Señora de La Candelaria de Chejendé, La Comunidad Parroquial. Año 1874-1974”.
Las dos primeras escuelas que se recuerdan fueron privadas, una para niños y otra para niñas, dirigidas por el maestro Fabián Herice y la señora Rosa de Colmenares, respectivamente.

## Geografía
Ubicado en las estribaciones de la Cordillera de Los Andes venezolanos, en el noreste del estado Trujillo, el relieve de Chejendé se encuentra formado por sistemas de vertientes y planicie aluvial con pendientes, siendo muy accidentado. El pueblo se encuentra a una altura aproximada de 990 m. s. n. m. Los suelos chejendinos son fértiles, mayormente de textura franco-limosa. La vegetación es de tipo boscosa, predominando hacia el centro poblado y hacia las zonas bajas. La red hidrográfica se encuentra conformada por el río Carache y por una serie de quebradas de tipo intermitente, que toman un régimen torrencial durante la época de precipitaciones extremas.
El clima, según la clasificación de Köppen, corresponde a clima de sabana (Aw). Chejendé presenta una precipitación media de entre 500 mm y 1.000 mm anuales. La temperatura generalmente oscila entre los 18 y los 30 °C. La nubosidad es variable a lo largo del año. Durante los meses más fríos o en periodos de lluvia se produce neblina. El viento penetra el lugar tanto por el noreste como por el este, también presenta variaciones estacionales leves durante el transcurso del año, la velocidad y dirección del viento dependen en gran medida de la topografía y la altitud.
La zona es un gran yacimiento paleontológico, los hallazgos arqueológicos revelaron la presencia de yacimientos fósiles en la vía que conecta al pueblo con el sector Bitubú, los cuales datan del periodo cretácico de la era mesozoica.

## Cultura y sociedad
La mayor parte de la población son practicantes del cristianismo. En diciembre sus habitantes tradicionalmente se preparan para celebrar la Navidad, con pesebres, misas de aguinaldo y conjuntos que recorren las calles cantando gaitas y parrandas navideñas. También existen tradiciones folklóricas como "Baile a San Benito", "Búsqueda del Niño Perdido" y el "Baile de Cintas", estas costumbres lamentablemente han ido desapareciendo con el tiempo.
Los patrones de la parroquia y del municipio son la Virgen de Candelaria, cuyas festividades se celebran a partir del 2 de febrero de cada año, y San José, el 19 de marzo. Durante la festividad a la Virgen de la Candelaria muchas personas anualmente visitaban el lugar. Tanto visitantes como lugareños disfrutaban de concursos, canto de agrupaciones, música en vivo, atracciones mecánicas, venta de comida y recuerdos, corridas de toro, entre otros. Lamentablemente durante los últimos años no se han vuelto a realizar las festividades, lo que socava la identidad tradicionalista del pueblo, esto debido en gran parte por el desinterés de las entidades municipales, quienes son los principales responsables del evento.
El pueblo cuenta con un potencial para el turismo que no se ha implementado, debido a la falta de una estructura adecuada para tal fin por parte de los organismos correspondientes y los empresarios.
Gran parte de los habitantes de la parroquia dependen de la agricultura y la ganadería; principalmente de la siembra. Durante un tiempo el café fue muy cultivado, pero con el pasar de los años otros rubros fueron sustituyéndolo. En la actualidad, en grandes porciones de terreno de las laderas de las montañas y en sectores como La Pregonera, Nariguete, Bitubú y La Morita, se siembra maíz, esto se ha visto impulsado principalmente por la crisis económica que atraviesa Venezuela, lo que ha llevado a muchos ciudadanos a dejar sus empleos y dedicarse nuevamente al campo para poder sustentarse.

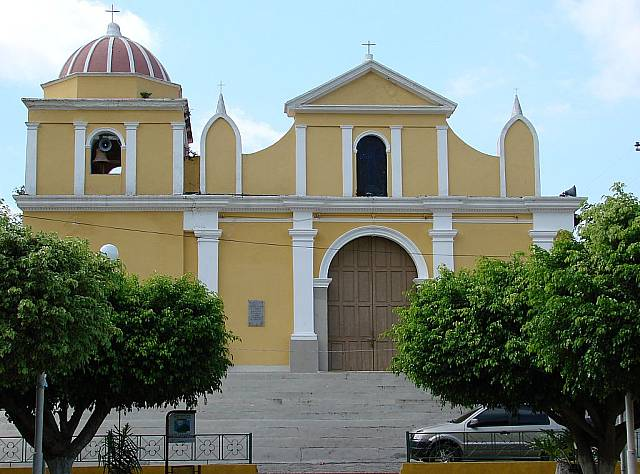
Iglesia N.S. de la Candelaria en Chejendé

## Infraestructura
Casi todas las calles de Chejendé son empinadas, algunas de ellas de piedra. La carretera que conecta a Chejendé con el pueblo de Mitón es estrecha, para llegar se debe pasar por el sector San Felipe, pudiéndose observar en el trayecto extraordinarios paisajes y exuberante vegetación.
Las principales rutas de acceso al pueblo están constituidas por las siguientes vías:
- Aeropuerto Valera – La Concepción – Pampán – Monay – Los Silos – Chejendé.

- Barquisimeto – La Pastora – La Cuchilla – Cuicas – Japaz – Chejendé (vía Trasandina).

- Barquisimeto – La Pastora – Los Silos – Chejendé (vía Panamericana).

En la parte central (el pueblo como tal), la gran mayoría de las viviendas recuerdan la época colonial, con techos de tejas rojas o zinc y ventanales largos. La parroquia cuenta con varias escuelas de primaria (la más importante lleva su nombre en honor a José Felipe Márquez Cañizalez) y de secundaria (siendo el Liceo de Chejendé, ubicado en el sector La Pandita, el más importante).
Las vías de acceso, la red eléctrica, la iglesia y la plaza Bolívar se encuentran en un progresivo deterioro. En las calles del pueblo se nota un creciente abandono producto de la ineficiencia por parte de las autoridades administrativas. Muchas comunidades de las zonas más rurales carecen de vías asfaltadas o alumbrado público, y aunque el presupuesto para la realización de dichas obras públicas fue aprobado, nunca se hicieron.
Uno de los problemas más grandes de Chejendé es el sector transporte; los problemas de suministro de combustible, costo de pasajes, deterioro de las unidades de transporte y falta de gestión en el tema, han elevado esta problemática.

## Caseríos o comunidades de Chejendé
A continuación, un listado con algunas de las comunidades y sectores que forman parte de Chejendé (pueblo) y de la parroquia:
| - Alcabala - Batatillo - Bitubú - Boquerón - Caja de Agua - La Cambimba - La Glorieta | - La Haragana - La Morita - La Pandita - La Peñita - La Pica - La Pregonera - La Ranchería | - Las Mesetas - Los Cascarones - Montañón - Nariguete - Playitas - Puente Carache - Sabana Larga | - San Antonio - San Felipe - Santa Rosa - Turiamo |